# Кольсайские озёра
Кольсайские озёра (каз. Көлсай көлдері) — система из трёх озёр в северном Тянь-Шане, на реке Кольсай, в перемычке, соединяющей хребты Кунгей-Алатау и Заилийский Алатау. Озёра расположены на территории Кегенского района Алматинской области Казахстана и находятся в 10 км к северу от границы с Киргизией, в 330 км юго-восточнее Алма-Аты на высоте порядка 1000 м, 2500 м, 2700 м над уровнем моря.
Озёра называют «жемчужиной Северного Тянь-Шаня». Окружены озёра хвойным лесом из Тянь-Шаньской ели. Глубина озёр достигает 50 м. Среди фауны — радужная форель.
Кольсайские озёра включают в себя 3 озера:
- Третье озеро — находится на высоте 1818 м, его длина — 1 км, ширина 400 м, глубина 39 м.
- Среднее (второе) Кольсайское озеро (Мынжылгы) — находится на высоте 2252, самое большое из трёх озёр.
- Первое Кольсайское озеро или Верхний Кольсай — на высоте 2850 м.

В 11 км к востоку у села Саты находится живописное озеро Каинды.

## Туризм
Кольсайские озёра расположены на территории национального парка «Көлсай көлдері» и являются туристическим объектом. Рядом имеются гостевые дома и кемпинги. В советское время действовал туристический маршрут протяжённостью 25 км, в который входило посещение всех трёх Кольсайских озёр, а также перевала Сары-Булак и спуск к озеру Иссык-Куль. По состоянию на 2017 год перевал закрыт, посещение Верхнего Кольсайского озера без погранпропуска невозможно.
Национальный парк включён во всемирную сеть биосферных резерватов ЮНЕСКО.